# 林育卉
林育卉，臺灣新聞工作者，曾任行政院發言人徐國勇辦公室主任、中華民國經濟部部長宗才怡辦公室主任、外省人台灣獨立促進會會員。

## 早年
林育卉1965年出生，父親來自中國大陸。童年就讀臺北市私立再興小學。國立臺灣大學歷史學系畢業後，她自紐約理工學院獲得大眾傳播碩士學位。她日後再進修國立政治大學企業管理碩士在職專班（EMBA）。

## 職業生涯
- 台北影視節指導委員
- 台視《火線聊天室》主持人
- 海洋台灣文教基金會新聞部主任
- 外省人台灣獨立促進會主任委員
- 中華航空總經理辦公室主任
- 經濟部參事兼部長宗才怡辦公室主任
- 民主進步黨中央黨部族群事務部政務副主任
- 廣播電視事業發展基金執行長
- 閱聽人監督媒體聯盟執行秘書
- 閱聽人監督媒體聯盟執行長
- 弘光科技大學文化事業發展系專任副教授
- 行政院發言人徐國勇辦公室主任
- 綠色和平電台《News晨卉》主持人
- 綠色和平電台《有影上大聲－塞車綠油精》主持人
- 綠色和平電台《美麗迪夢奇》主持人
- Youtube《營養三明治》主持人
- 快樂聯播網《快樂Morning Call》主持人
- 《東網》【一期一卉】專欄作家

## 言論及事件
- 2004年4月28日，親民黨立法院黨團舉辦「誰來監督、制衡媒體？」記者會批評，林育卉身為廣電基金執行長與閱聽人監督媒體聯盟執行長，多次兼任民進黨大型選舉造勢晚會主持人，還不當發言抵制媒體，角色嚴重混淆；親民黨立法院黨團要求行政院新聞局，一星期內裁撤廣電基金、撤換林育卉。新聞局副局長洪瓊娟表示，「兼任」確實有商榷空間，新聞局會正式行文廣電基金「要求改善，並審慎處理人事問題」。行政院發言人林佳龍否認新聞局將撤換林育卉，他說，廣電基金執行長是由廣電基金董事會選出，「不是新聞局說要換就可以換」。林育卉說，她不擔心個人去留，但廣電基金有其功能與定位，她希望一切就事論事，「希望政治人物用功點，我只領廣電基金的薪水，並無兼差問題」[2]。

- 2007年4月，林育卉廣電基金執行長任內，呼籲所有廣告主支持撤播某媒體廣告，引發政治力介入箝制媒體爭議。[3]

- 2017年3月30日，林育卉行政院發言人辦公室主任任內，在臉書批評反年金改革者「趁清明節不會早點去死」，隨即遭行政院暫停職務。[4]2017年3月31日，林育卉宣布請辭[5]；但中國國民黨中央委員會文化傳播委員會副主任委員胡文琦指出，林育卉被揭發辱罵事件後，只想以「請辭」呼攏帶過，還放話「選戰竟然還沒結束，我們一定要更團結，讓保守惡靈倒下」，完全沒有懺悔[6]。

- 2018年7月21日，林育卉在三立新聞台《新台灣加油》稱屏東縣議員蔣月惠所成立的羅騰園是沒有立案的機構，並質疑羅騰園是蔣月惠從政的工具[7]。經查，羅騰園在屏東縣政府官網社福機構查詢以及團體案號查詢均有登記在案。

## 著作
- 《媒體是亂源？！》，前衛出版社2008年初版，ISBN 978-9578015708